# Ida Kühnel
Ida Kühnel, po mężu Adler i Pleschak (ur. 22 kwietnia 1920 w Monachium, zm. 20 lipca 1999 tamże) – niemiecka lekkoatletka, sprinterka, mistrzyni Europy z 1938.

## Kariera sportowa
Zdobyła złoty medal w sztafecie 4 × 100 metrów (która biegła w składzie: Josefine Kohl, Käthe Krauß, Emmy Albus i Kühnel) na mistrzostwach Europy w 1938 w Wiedniu. Wystąpiła również w biegu na 100 metrów, w którym zajęła 5. miejsce.
Była mistrzynią Niemiec w biegu na 100 metrów w 1939 i 1941 oraz brązową medalistką na tym dystansie w 1942 i 1943. Zdobyła również mistrzostwo Niemiec w 1939 i 1943 oraz mistrzostwo RFN w 1950 w sztafecie 4 × 100 metrów.
Rekord życiowy Kühnel w biegu na 100 metrów wynosił 11,9 s (10 czerwca 1939, Erfurt), w biegu na 200 metrów 25,6 s (24 czerwca 1939, Ratyzbona), a w skoku w dal 5,35 m (29 czerwca 1941, Norymberga).